# Alte Kameraden
Alte Kameraden (en français Vieux camarades) est une marche militaire allemande composée vers 1889 par Carl Teike (de). Le Kapellmeister lui aurait dit : « Nous avons assez de marches comme ça. Jetez-donc la au feu. » Teike n’obéit pas à cet ordre et cette marche devint progressivement une des marches militaires allemandes les plus connues. Même après la Seconde Guerre mondiale, Alte Kameraden est toujours jouée hors de l'Allemagne.
Alte Kameraden est la marche officielle de la Force aérienne chilienne, une des musiques du film La Nuit des généraux et est jouée par de nombreux orchestres harmoniques, fanfares et orphéons en France et en Europe.

## Paroles
« Alte Kameraden auf dem Marsch durchs Land
Schließen Freundschaft felsenfest und treu.
Ob in Not oder in Gefahr,
Stets zusammen halten sie auf’s neu.
Zur Attacke geht es Schlag auf Schlag,
Ruhm und Ehr soll bringen uns der Sieg,
Los, Kameraden, frisch wird geladen,
Das ist unsere Marschmusik.
Im Manöver zog das ganze Regiment
Ins Quartier zum nächsten Dorfhauselement
Und beim Wirte das Geflirte
Mit den Mädels und des Wirtes Töchterlein.
Lachen scherzen, lachen scherzen, heute ist ja heut’
Morgen ist das ganze Regiment wer weiß wie weit.
Das, Kameraden, ist des Kriegers bitt’res Los,
Darum nehmt das Glas zur Hand und wir rufen „Prost“.
Alter Wein gibt Mut und Kraft;
Denn es schmeckt des Weines Lebenssaft.
Sind wir alt, das Herz bleibt jung
Und gewaltig die Erinnerung.
Ob in Freude, ob in Not,
Bleiben wir getreu bis in den Tod.
Trinket aus und schenket ein
Und laßt uns alte Kameraden sein.
Sind wir alt, das Herz bleibt jung,
Schwelgen in Erinnerung.
Trinket aus und schenket ein
Und laßt uns alte Kameraden sein. »